# اغتيال عماد مغنية
في 12 فبراير 2008، اغتيل عماد مغنية وهو أحد كبار قادة حزب الله في لبنان، في انفجار سيارة مفخخة في حي كفر سوسة في دمشق. وكان لعماد معنية تاريخ طويل في القتال ضد القوات الإسرائيلية وكان هدف رئيسي للقيادة الاسرائيلية في تل أبيب.شارك بشكل فعال في حرب لبنان عام 2006. مغنية، الذي كان على قائمة أخطر الإرهابيين المطلوبين لدى مكتب التحقيقات الفيدرالي، قُتل على الفور عندما انفجرت العبوة الناسفة في سيارة ميتسوبيشي باجيرو.
وانضم ابنه جهاد إلى الحزب وقتل في غارة على مزرعة الأمل في القنيطرة خلال الحرب الأهلية السورية.كان عماد مغنية منخرط في البداية في حركة فتح الفلسطينية أثناء الحرب الأهلية اللبنانية قبل تأسيس حزب الله عام 1982. ووصفت عملية الاغتيال بأنها ثغرة أمنية كبيرة وإنجاز استخباراتي ملحوظ لإسرائيل، ما أثار الشكوك حول خيانة محتملة داخل النظام في دمشق، خاصة وأن الحادث وقع في منطقة تضم مقار أمنية.
بعد عملية الاغتيال تم تشكيل لجنة تحقيق مشتركة إيرانية سورية، تزامناً مع زيارة وزير الخارجية منوشهر متكي. عام 2010 أفاد موقع ويكيليكس أن حزب الله يعتقد أن النظام السوري متورط في اغتياله.
صرح داني ياتوم المدير السابق للموساد، أنه لا يعلم من المسؤول عن اغتيال عماد مغنية، لكنه اعتبر العملية إنجازاً كبيراً لأجهزة الاستخبارات.وأشار ياتوم إلى أن مغنية كان على قدم المساواة مع أسامة بن لادن زعيم تنظيم القاعدة.
وأبدى جدعون عزرا وزير البيئة وعضو المجلس الوزاري الأمني المصغر ونائب رئيس جهاز الشاباك السابق، موافقته على اغتيال مغنية.وأشار إلى مغنية باعتباره "كارلوس اللبناني"، في مقارنة مع الإرهابي الفنزويلي المسجون في فرنسا.
أكدت وزارة الخارجية الأميركية أن "العالم أصبح مكانا أفضل" بدون عماد مغنية.وفي هذه الأثناء، وصف المتحدث باسم البيت الأبيض شون مكورماك مغنية بأنه "قاتل بدم بارد".